# Wally Albright
Pour les articles homonymes, voir Albright.
Wally Albright est un acteur américain né le 3 septembre 1925 à Burbank, Californie (États-Unis), et mort le 7 août 1999 à Sacramento (États-Unis).

## Biographie
Il est connu pour avoir joué Wally dans Les Petites Canailles. Plus tard, Wally devient un homme d'affaires et un sportif accompli et remporte une médaille nationale en ski en 1957. Il meurt à l'âge de 73 ans d'un accident de voiture[réf. souhaitée].

## Filmographie
- 1929 : Going Ga-ga
- 1929 : Le Calvaire de Lena X (The Case of Lena Smith) de Josef von Sternberg : Franz (age 3)
- 1929 : Scnadal : Bit Role
- 1929 : Tonnerre (Thunder) de William Nigh : Davey
- 1929 : Wonder of Women : Wulle-Wulle
- 1929 : Le Droit d'aimer (The Single Standard) de John Stuart Robertson : Le fils d'Arden
- 1929 : L'Intruse (City Girl) : Jack Merrick
- 1930 : Paper Hanging with Johnny Arthur : Le fils de Johnny
- 1931 : Le Fils prodigue (film, 1955) (The Prodigal) : Peter
- 1931 : East Lynne : William enfant
- 1931 : Salvation Nell : Jimmy
- 1931 : Sob Sister : Billy Stotesley
- 1931 : Law of the Sea : Cole Andrews enfant
- 1932 : Choo-Choo! (en)
- 1932 : The Silver Lining d'Alan Crosland : Bobby O'Brien
- 1932 : Treize femmes (Thirteen Women) : Robert 'Bobby' Stanhope
- 1932 : Les Conquérants (The Conquerors) de William A. Wellman : Roger Standish Jr.
- 1932 : End of the Trail (en) de  D. Ross Lederman : Jimmy Travers
- 1933 : Grand Slam de William Dieterle : Boy Bridge Player
- 1933 : Révolte au zoo (Zoo in Budapest) : Paul Vandor
- 1933 : Le Destructeur (en) (The Wrecker) d'Albert S. Rogell
- 1933 : Ann Vickers : Mischa Feldermans
- 1933 : Mr. Skitch : Little Ira
- 1934 : As the Earth Turns : John
- 1934 : Hi'-Neighbor! (en) : Wally
- 1934 : Ever Since Eve : un enfant
- 1934 : For Pete's Sake! (en) : Wally
- 1934 : The First Round-Up (en)
- 1934 : Honky Donkey (en)
- 1934 : Le Comte de Monte-Cristo (The Count of Monte Cristo) de Rowland V. Lee : Albert, Age 8
- 1934 : You Belong to Me d'Alfred L. Werker : Le second écolier
- 1934 : Washee Ironee (en) : Waldo
- 1934 : Kid Millions : Child on tugboat
- 1935 : Black Fury : Willie Novak
- 1935 : Les Caprices de Suzanne (The Affair of Susan) de William A. Seiter :
- 1935 : Tempête au cirque (O'Shaughnessy's Boy), de Richard Boleslawski : Un enfant
- 1935 : Waterfront Lady (en) de Joseph Santley : Mickey O'Flaherty
- 1936 : Little Miss Nobody : Un enfant
- 1936 : The Crime of Dr. Forbes : Crippled Boy
- 1936 : Star for a Night : Hans
- 1936 : The Cowboy Star : Jimmy Baker
- 1937 : Old Louisiana : Davey
- 1937 : Le Démon sur la ville (Maid of Salem) : Jasper
- 1937 : La Femme que j'aime (The Woman I Love) de Anatole Litvak : Georges
- 1937 : Capitaines courageux (Captains Courageous) de Victor Fleming : Boy
- 1937 : What Price Vengeance? (en) : Sandy MacNair
- 1937 : Super-Sleuth (en) : Teenage Fan
- 1937 : It Happened in Hollywood (en) de Harry Lachman : Boy
- 1937 : Roll Along, Cowboy (en) : Danny Blake
- 1938 : Sons of the Legion (en) : Harold
- 1938 : King of the Sierras (en) : Sonny Blake
- 1939 : Boy Trouble (en) : Boy
- 1939 : Mexicali Rose de George Sherman : Tommy Romero
- 1940 : Les Raisins de la colère (The Grapes of Wrath) : Boy who ate
- 1940 : Johnny Apollo de Henry Hathaway : Office boy
- 1941 : Public Enemies : Tommy
- 1942 : Un drôle de lascar (A Yank at Eton) : Boy in Locker Room
- 1942 : Junior Army : Student
- 1953 : L'Équipée sauvage (The Wild One) : cycliste